# Bravery 〜辿り着きたい君へ〜
Bravery 〜辿り着きたい君へ〜（ブレーバリ たどりつきたいきみへ）は、2007年6月20日にティームエンタテインメントが発売した茶太の1枚目のマキシシングル。

## 概要
茶太のメジャーデビュー後、初のマキシシングル。PlayStation 2ゲーム『グローランサーVI』とのタイアップで、主題歌2曲と新曲1曲を収録している。

## 収録曲
1. Bravery ～辿り着きたい君へ～
  - PlayStation 2ゲーム『グローランサーVI』オープニング主題歌
  - 作詞：ひみこ、作曲・編曲：水上裕規
2. Begin
  - PlayStation 2ゲーム『グローランサーVI』エンディング主題歌
  - 作詞：小林和子、作曲・編曲：水上裕規
3. 夜明け前
  - 作詞：茶太、作曲・編曲：大嶋啓之
4. Bravery ～辿り着きたい君へ～（Instrumental）
5. Begin（Instrumental）
6. 夜明け前（Instrumental）